# Lennart Hemminger

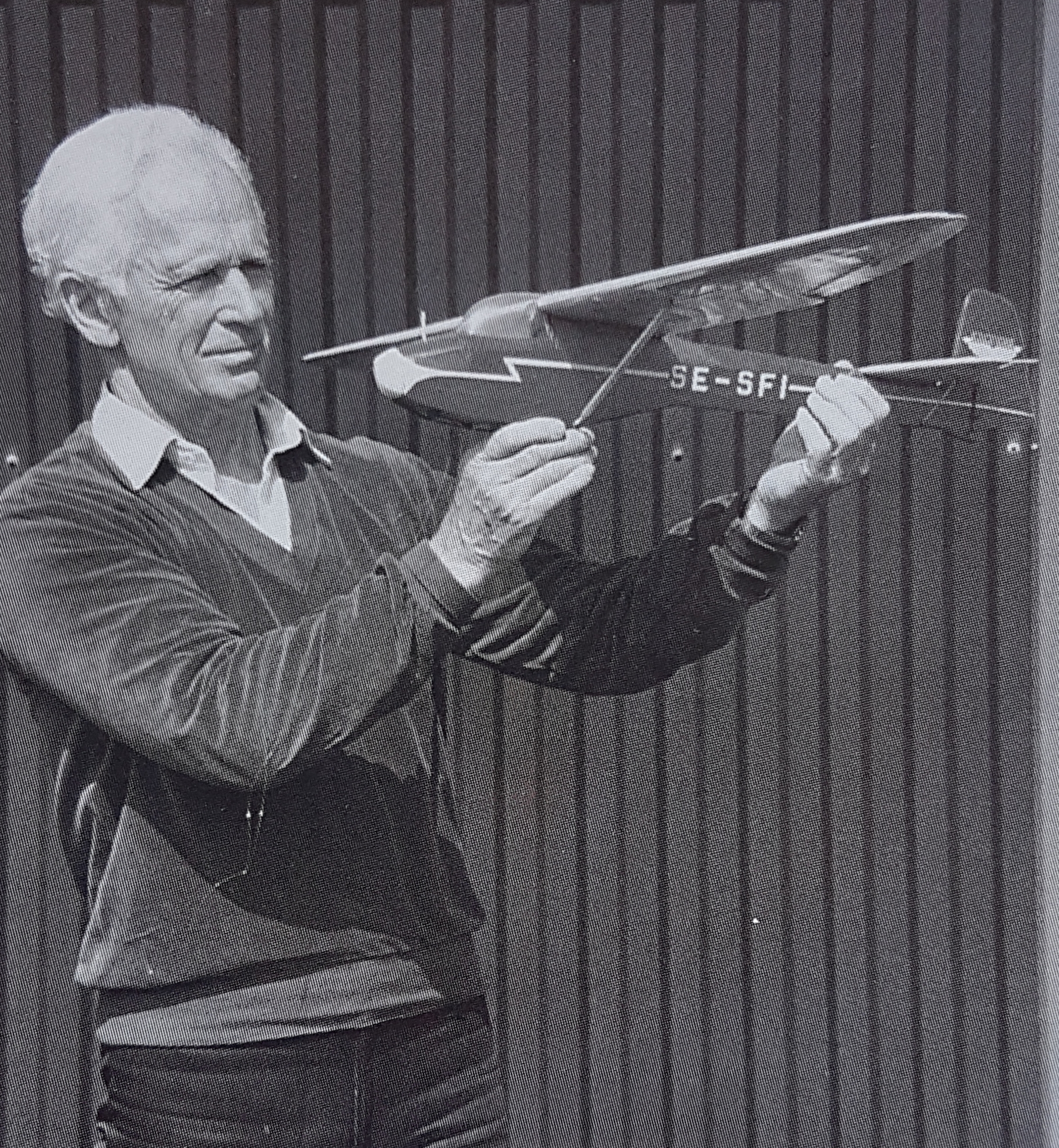
Lennart Hemminger

Lennart Hemminger född 1 januari 1915 i Stora Slågarp, död 27 december 2000, var en svensk flygplanskonstruktör och segelflygare.              
Hemmingers intresse för flyg grundlades när Charles Lindberg flög över Atlanten 1927. Efter att han införskaffat Uppfinnarnas bok konstruerade han sitt första biflygplan LH-1 som sedan ej kom att byggas. När han fick se Douglas Hamiltons annons om den nya segelflygskolan vid Hammars backar 1929 lånade han sin fars cykel och cyklade de tio milen från Höör till Hammars backar. När han väl var antagen som elev, cyklade han hem samma kväll. 1930 tog han glidflygardiplomen A och B, medan C-diplomet kom först 1931 med Willy Pelzner som lärare. Redan samma år fick han förtroendet att vara segelflyglärare vid flygskolan. Tillsammans med Pelzner var han med som assistent och konstruerade ett flertal segel- och motorflygplan. Senare efter att både Pelzner och Hamilton lämnat flygskolan vid Hammars backar blev han både flyglärare och flygchef, fram till dess att skolan lades ner 1937.
Under gymnasietiden drev han ett gruppsamarbete mot konstruerandet av flygplanen LH-2 och LH-17 samtidigt som han på egen hand utvecklade konstruktionerna LH-18 och LH-21.
Efter studentexamen sökte han in som reservofficer i Flygvapnet, där han fick sin militära flygutbildning på Ljungbyhed. Han tog avsked från flygvapnet 1935 för att studera flygteknink på Tekniska Högskolan i Stockholm, (han kom 1955 att komplettera utbildningen med produktionsteknik).
Efter avslutade studier anställdes han först vid Flygförvaltningens flygplansbyrå för att ansvara för segelflyget inom flygvapnet samt som kontrollchef och provflygare av flygvapnets segelflygmaterial. Han lämnade flygvapnet för en tjänst som konstruktionschef vid AB Flygplan i Norrköping, där han ansvarade för tillverkning och provflygning av Grunau Baby och Kranich. På sin fritid konstruerade han LH-22 Baby Falken som kom att serietillverkas av Kockums Flygindustri samt flygplanen LH-23 och LH-24. När AB Flygplan upphörde med sin verksamhet blev han chef för Nordaero i Norrköping. När det företaget köptes upp av Saab AB bytte han arbetsplats till Motala Verkstad.